# Younis Mahmoud
Younis Mahmoud Khalef (in arabo يونس محمود خلف‎?; Kirkuk, 18 febbraio 1979) è un ex calciatore iracheno, di ruolo attaccante.
Considerato uno dei più validi attaccanti asiatici di tutti i tempi, ha vestito le maglie di numerosi club in vari campionati, tra cui il campionato iracheno, quello emiratino, quello qatariota e quello saudita, diventando il primo giocatore a segnare una tripletta nel campionato qatariota. Inserito nella lista del Pallone d'oro nel 2007, si è piazzato al 29º posto, risultando l'unico calciatore iracheno della storia a ricevere una candidatura per tale riconoscimento.
Ha vestito la maglia della nazionale maggiore dal 2002 e ha preso parte a 4 Coppe d'Asia (2004, 2007, 2011 e 2015), 4 Coppe delle nazioni del Golfo (2004, 2007, 2009 e 2010) e una Confederations Cup (2009). È inoltre l'unico calciatore nella storia ad essere andato a segno in quattro fasi finali consecutive della Coppa d'Asia, per un totale di otto reti realizzate.
Con 148 apparizioni è primatista di presenze nella nazionale irachena, con la quale si è laureato campione d'Asia nel 2007. Sempre nel 2007 ha ricevuto il premio Facchetti.
È stato ambasciatore del campionato mondiale del 2022 tenutosi in Qatar.

## Carriera

### Club

#### Gli inizi (1998-2001)
Inizialmente avviato alla pallacanestro, inizia la carriera calcistica con la squadra dilettantistica dell'Al-Dibs, che successivamente promuoverà il giovane iracheno in prima squadra, militante nella Terza Divisione, la quarta serie del campionato iracheno.
Nel 1999 si trasferisce nella squadra della sua città natale, il Kirkuk, dove in due anni trascina i compagni alla promozione in massima serie, vincendo il titolo di capocannoniere della seconda serie con 19 gol segnati in una sola stagione.

#### 2001-2003
Nel 2001, all'età di 18 anni, ha l'opportunità di vestire la maglia dell'Al-Shorta, la società irachena più blasonata di tutti i tempi, ma il tecnico della squadra di Baghdad, Ahmad Radhi, non lo ritiene all'altezza e lo scarta dopo un provino.
Viene quindi ingaggiato dai rivali dell'Al-Talaba, la seconda squadra di Baghdad, con cui vince un campionato e due Coppe d'Iraq segnando vari gol.
Nel 2002 gioca anche la Coppa d'Élite irachena laureandosi capocannoniere della competizione con 11 reti.
Nel 2003 passa all'Al-Wahda, squadra del campionato emiratino, dove in una sola stagione realizza 19 reti in 26 partite.
È tra i candidati al premio di Giovane calciatore asiatico dell'anno 2003, vinto dal giapponese Yoshito Ōkubo; è comunque un buon anno per Mahmoud, che con 5 reti si conferma capocannoniere della Coppa del Presidente degli Emirati Arabi Uniti.
È anche il primo calciatore iracheno ad avere un sito web personale.

#### 2004-2007
Nel 2004 si trasferisce nella Qatar Stars League, massima serie del campionato qatariota di calcio, approdando all'Al-Khor. Realizza 19 reti nel primo campionato disputato con l'Al-Khor, che raggiunge il traguardo storico del terzo posto in classifica, e vince la Coppa del Principe della Corona del Qatar realizzando 2 reti contro l'Al-Gharafa: è la prima competizione vinta nella storia dell'Al-Khor. Nella seconda stagione arriva secondo nella classifica dei marcatori del proprio campionato con 20 gol, dietro solo a Carlos Tenorio per una sola realizzazione.
È anche il giocatore che ha realizzato il gol più veloce nella storia del campionato del Qatar e della Coppa del Principe della Corona del Qatar, nonché il capocannoniere della coppa stessa e il migliore realizzatore di sempre in una sola partita di massima serie qatariota, avendo realizzato ben sei reti in un solo incontro.
Nel 2006 passa all'Al-Gharafa, con cui nel 2006-2007 ottiene il secondo posto in campionato, mentre a livello individuale vince il titolo di capocannoniere del campionato con 19 reti. Il secondo posto in classifica permette all'Al-Gharafa di partecipare all'AFC Champions League.

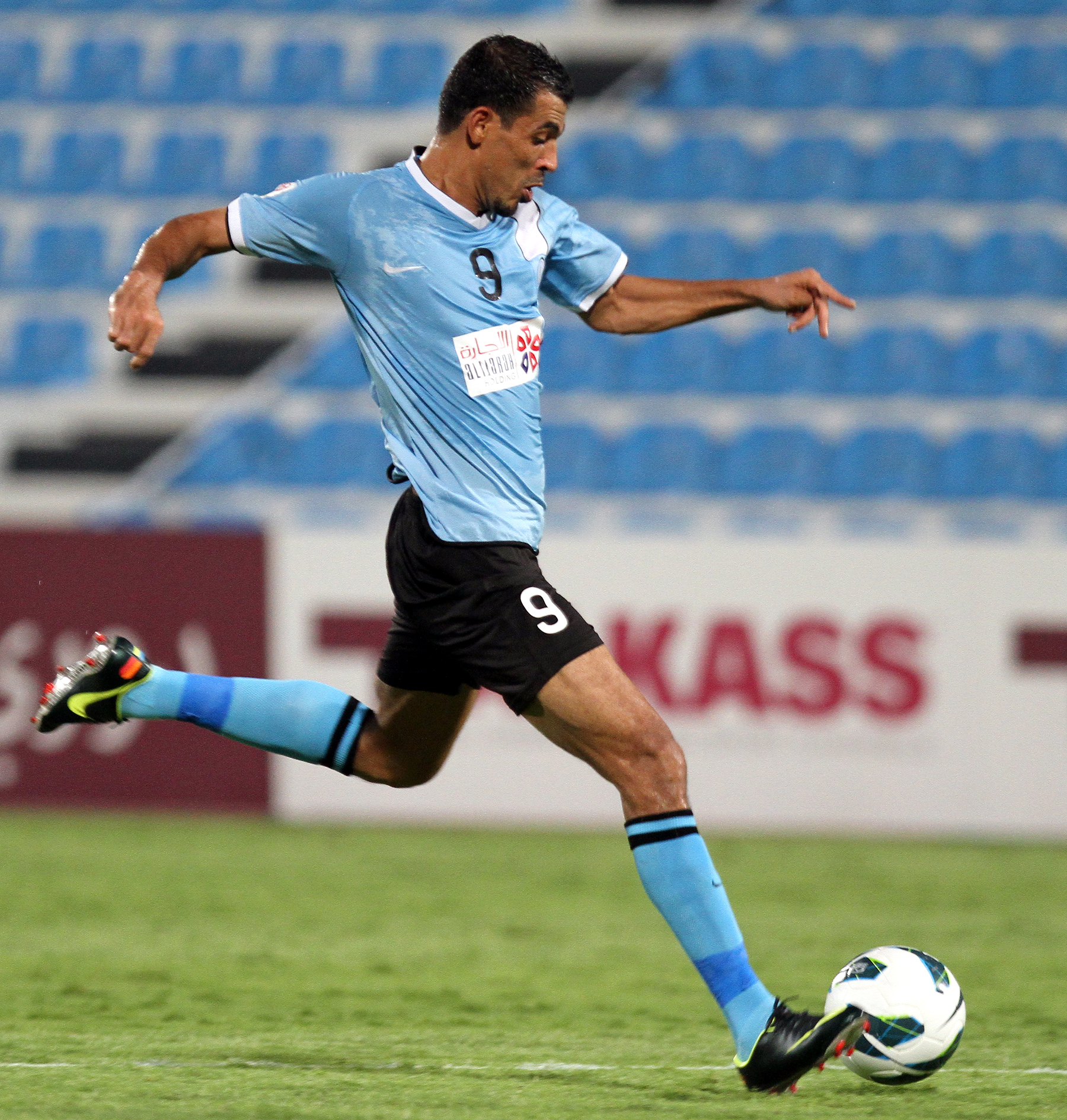
Younis Mahmoud in azione con la maglia dell'Al-Wakrah nel 2012.

Nominato Calciatore dell'AFC del 2007, Calciatore arabo del 2007 per il quotidiano Al-Ahram e Calciatore iracheno del 2007, viene inserito tra i candidati al Pallone d'oro, ora aperto a giocatori provenienti da qualsiasi campionato del mondo, per l'anno 2007 e si piazza 29º nella classifica del riconoscimento. Nel 2007 si aggiudica il Premio Giacinto Facchetti de La Gazzetta dello Sport, ottenendo 10000 euro da parte della redazione.
Nel 2008 vince campionato e Coppa dello Sceicco Jassem, venendo premiato come miglior giocatore nazionale.

### Nazionale

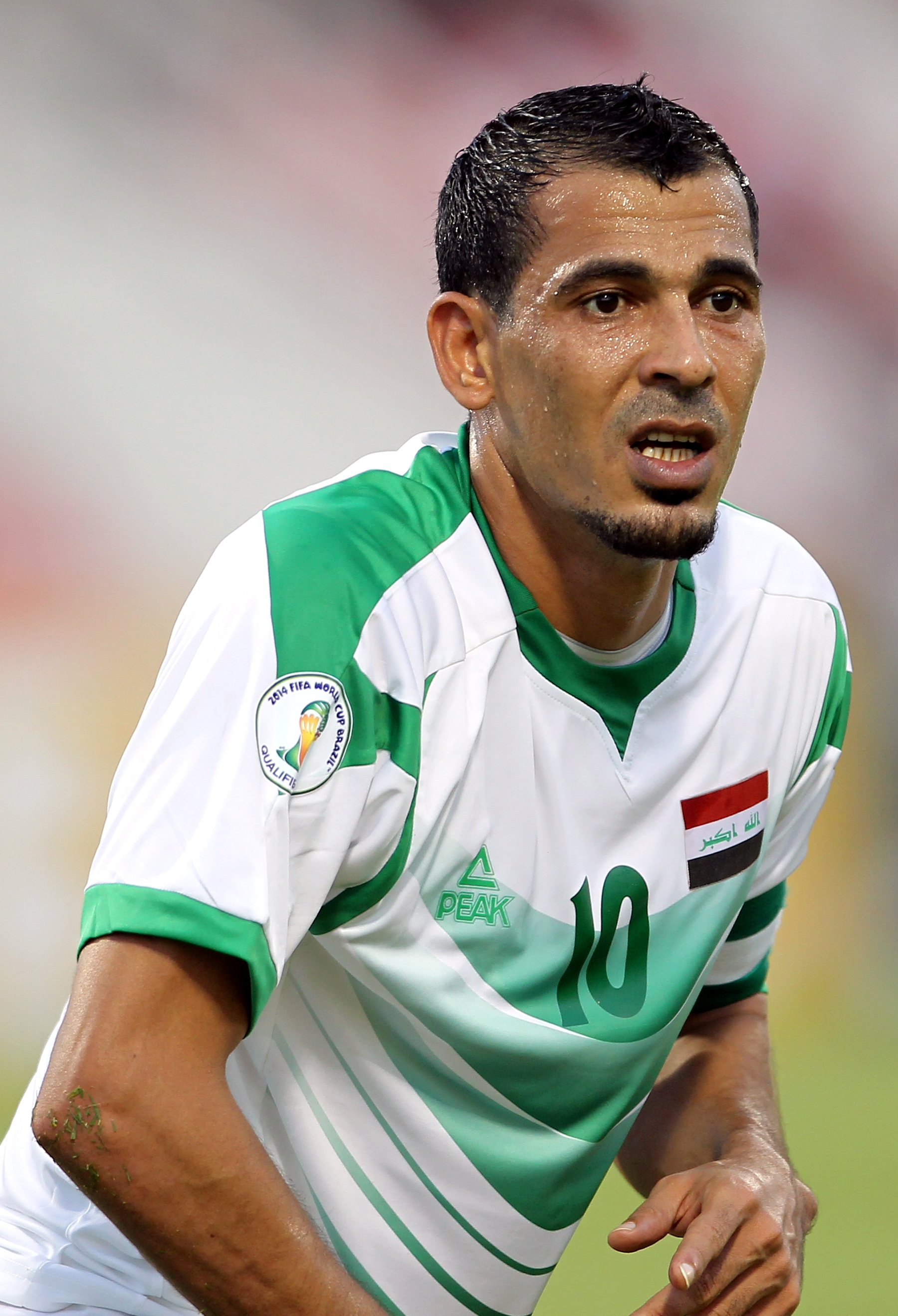
Younis Mahmoud con la maglia della nazionale irachena nel 2012, durante una gara di qualificazione al campionato mondiale del 2014 contro il Qatar.

Nel biennio 2001-2002 fa parte della nazionale irachena Under-19, con cui in 8 partite realizza 4 reti, subendo anche due espulsioni.
È il più giovane esordiente di sempre della nazionale irachena, avendovi debuttato il 19 luglio 2002 in amichevole contro la Siria a Baghdad. In una tournée in Italia realizza una rete contro il Cagliari, mentre il primo gol in gare ufficiali lo realizza nel campionato di calcio della Federazione calcistica dell'Asia occidentale del 2002, quando, nella finale contro la Giordania, all'89' realizza la rete del 2-2, permettendo all'Iraq di giocare i tempi supplementari, dove l'Iraq si imporrà per 3-2, aggiudicandosi così il trofeo.
Con la propria nazionale realizza 7 gol nelle qualificazioni alla Coppa d'Asia 2004, firmando una quaterna nella vittoria per 5-1 contro il Bahrein; di questa competizione diviene il capocannoniere.
Nell'estate del 2004 prende parte alla spedizione in Grecia per i Giochi olimpici, dove è il miglior giocatore della nazionale olimpica irachena. Nel torneo calcistico l'Iraq vince con 6 punti il proprio girone, poi, grazie ad una vittoria per 4-2 proprio a firma di Mahmoud, causa l'eliminazione del Portogallo ai quarti. La squadra conclude il torneo al quarto posto, dopo aver perso la semifinale contro l'Argentina, poi vincitrice del torneo, e la finale di consolazione contro l'Italia.
Nel 2004 partecipa alla Coppa d'Asia, arrivando ai quarti di finale.
Nel 2006 viene convocato per i Giochi asiatici in Qatar, dove con tre reti aiuta l'Iraq a vincere la medaglia d'argento, perdendo la finale contro i padroni di casa del Qatar.
Nel 2007 vince la Coppa d'Asia realizzando il gol della vittoria nella finale di Giacarta contro l'Arabia Saudita e si laurea capocannoniere del torneo ex aequo con Naohiro Takahara e Yasser Al-Qahtani, grazie alle 4 reti realizzate.
Nel 2014 prende parte ai Giochi asiatici del 2014 segnando una rete nella vittoria per 4-0 contro il Nepal ai gironi, una doppietta nel successo per 3-0 contro l'Arabia Saudita ai quarti e il gol della vittoria per 1-0 nella finale di consolazione contro la Thailandia, successo che consente agli iracheni di ottenere il terzo posto.
Segna due gol nelle qualificazioni alla Coppa d'Asia 2015, con l'Iraq piazzatosi al quarto posto: nel torneo va a segno, diventando il primo calciatore a segnare in quattro fasi finali consecutive della Coppa d'Asia. Realizza poi 4 gol nel girone di qualificazione al campionato del mondo 2018. Il 23 agosto 2016 annuncia il ritiro dalla nazionale, con cui ha segnato 57 gol in 148 presenze.

## Statistiche
Tra club, nazionale maggiore e nazionali giovanili, Mahmoud ha giocato globalmente 519 partite segnando 341 reti, alla media di 0,65 gol a partita.

### Cronologia presenze e reti in Nazionale
| Cronologia completa delle presenze e delle reti in nazionale ― Iraq | Cronologia completa delle presenze e delle reti in nazionale ― Iraq | Cronologia completa delle presenze e delle reti in nazionale ― Iraq | Cronologia completa delle presenze e delle reti in nazionale ― Iraq | Cronologia completa delle presenze e delle reti in nazionale ― Iraq | Cronologia completa delle presenze e delle reti in nazionale ― Iraq | Cronologia completa delle presenze e delle reti in nazionale ― Iraq | Cronologia completa delle presenze e delle reti in nazionale ― Iraq |
| Data                                                                | Città                                                               | In casa                                                             | Risultato                                                           | Ospiti                                                              | Competizione                                                        | Reti                                                                | Note                                                                |
| ------------------------------------------------------------------- | ------------------------------------------------------------------- | ------------------------------------------------------------------- | ------------------------------------------------------------------- | ------------------------------------------------------------------- | ------------------------------------------------------------------- | ------------------------------------------------------------------- | ------------------------------------------------------------------- |
| 19-7-2002                                                           | Baghdad                                                             | Iraq                                                                | 2 – 0                                                               | Siria                                                               | Amichevole                                                          | -                                                                   |                                                                     |
| 22-7-2002                                                           | Baghdad                                                             | Iraq                                                                | 2 – 1                                                               | Siria                                                               | Amichevole                                                          | -                                                                   |                                                                     |
| 1-9-2002                                                            | Damasco                                                             | Mandato di Palestina                                                | 0 – 2                                                               | Iraq                                                                | Amichevole                                                          | -                                                                   |                                                                     |
| 3-9-2002                                                            | Damasco                                                             | Siria                                                               | 0 – 1                                                               | Iraq                                                                | Amichevole                                                          | -                                                                   |                                                                     |
| 7-9-2002                                                            | Damasco                                                             | Iraq                                                                | 3 – 2                                                               | Giordania                                                           | Amichevole                                                          | 1                                                                   |                                                                     |
| 8-10-2003                                                           | Kuala Lumpur                                                        | Iraq                                                                | 5 – 1                                                               | Bahrein                                                             | Qual. Coppa d'Asia 2004                                             | 4                                                                   |                                                                     |
| 10-10-2003                                                          | Kuala Lumpur                                                        | Malaysia                                                            | 0 – 0                                                               | Iraq                                                                | Qual. Coppa d'Asia 2004                                             | -                                                                   |                                                                     |
| 12-10-2003                                                          | Kuala Lumpur                                                        | Iraq                                                                | 3 – 0                                                               | Birmania                                                            | Qual. Coppa d'Asia 2004                                             | -                                                                   |                                                                     |
| 20-10-2003                                                          | Manama                                                              | Iraq                                                                | 5 – 1                                                               | Malaysia                                                            | Qual. Coppa d'Asia 2004                                             | 3                                                                   |                                                                     |
| 22-10-2003                                                          | Manama                                                              | Birmania                                                            | 1 – 3                                                               | Iraq                                                                | Qual. Coppa d'Asia 2004                                             | -                                                                   |                                                                     |
| 24-10-2003                                                          | Manama                                                              | Bahrein                                                             | 1 – 0                                                               | Iraq                                                                | Qual. Coppa d'Asia 2004                                             | -                                                                   |                                                                     |
| 31-3-2004                                                           | Doha                                                                | Iraq                                                                | 1 – 1                                                               | Mandato di Palestina                                                | Qual. Mondiali 2006                                                 | -                                                                   |                                                                     |
| 18-7-2004                                                           | Chengdu                                                             | Uzbekistan                                                          | 1 – 0                                                               | Iraq                                                                | Coppa d'Asia 2004 - 1º turno                                        | -                                                                   |                                                                     |
| 22-7-2004                                                           | Chengdu                                                             | Iraq                                                                | 3 – 2                                                               | Turkmenistan                                                        | Coppa d'Asia 2004 - 1º turno                                        | -                                                                   |                                                                     |
| 26-7-2004                                                           | Chengdu                                                             | Iraq                                                                | 2 – 1                                                               | Arabia Saudita                                                      | Coppa d'Asia 2004 - 1º turno                                        | 1                                                                   |                                                                     |
| 30-7-2004                                                           | Pechino                                                             | Cina                                                                | 3 – 0                                                               | Iraq                                                                | Coppa d'Asia 2004 - Ottavi di finale                                | -                                                                   |                                                                     |
| 8-9-2004                                                            | Taipei                                                              | Taiwan                                                              | 1 – 4                                                               | Iraq                                                                | Qual. Mondiali 2006                                                 | 1                                                                   |                                                                     |
| 7-10-2004                                                           | Mascate                                                             | Oman                                                                | 1 – 0                                                               | Iraq                                                                | Amichevole                                                          | -                                                                   |                                                                     |
| 13-10-2004                                                          | Amman                                                               | Iraq                                                                | 2 – 1                                                               | Uzbekistan                                                          | Qual. Mondiali 2006                                                 | -                                                                   |                                                                     |
| 3-12-2004                                                           | Dubai                                                               | Iraq                                                                | 3 – 1                                                               | Yemen                                                               | Amichevole                                                          | -                                                                   |                                                                     |
| 10-12-2004                                                          | Doha                                                                | Oman                                                                | 1 – 3                                                               | Iraq                                                                | Coppa delle Nazioni del Golfo 2004                                  | -                                                                   |                                                                     |
| 13-12-2004                                                          | Doha                                                                | Qatar                                                               | 3 – 3                                                               | Iraq                                                                | Coppa delle Nazioni del Golfo 2004                                  | -                                                                   |                                                                     |
| 16-12-2004                                                          | Doha                                                                | Emirati Arabi Uniti                                                 | 1 – 1                                                               | Iraq                                                                | Coppa delle Nazioni del Golfo 2004                                  | -                                                                   |                                                                     |
| 7-8-2005                                                            | Manama                                                              | Bahrein                                                             | 2 – 2                                                               | Iraq                                                                | Amichevole                                                          | 1                                                                   |                                                                     |
| 13-8-2005                                                           | Limassol                                                            | Cipro                                                               | 2 – 1                                                               | Iraq                                                                | Amichevole                                                          | -                                                                   |                                                                     |
| 11-10-2005                                                          | Doha                                                                | Qatar                                                               | 0 – 0                                                               | Iraq                                                                | Amichevole                                                          | -                                                                   |                                                                     |
| 5-12-2005                                                           | Doha                                                                | Iraq                                                                | 5 – 1                                                               | Arabia Saudita                                                      | Amichevole                                                          | 2                                                                   |                                                                     |
| 10-12-2005                                                          | Doha                                                                | Iraq                                                                | 2 – 2                                                               | Siria                                                               | Amichevole                                                          | 1                                                                   |                                                                     |
| 13-2-2006                                                           | Mascate                                                             | Oman                                                                | 1 – 0                                                               | Iraq                                                                | Amichevole                                                          | -                                                                   |                                                                     |
| 22-2-2006                                                           | Singapore                                                           | Singapore                                                           | 2 – 0                                                               | Iraq                                                                | Qual. Coppa d'Asia 2007                                             | -                                                                   |                                                                     |
| 1-3-2006                                                            | Abu Dhabi                                                           | Iraq                                                                | 2 – 1                                                               | Cina                                                                | Qual. Coppa d'Asia 2007                                             | -                                                                   |                                                                     |
| 15-7-2006                                                           | Damasco                                                             | Siria                                                               | 1 – 3                                                               | Iraq                                                                | Amichevole                                                          | 2                                                                   |                                                                     |
| 21-7-2006                                                           | Amman                                                               | Iraq                                                                | 2 – 1                                                               | Giordania                                                           | Amichevole                                                          | 1                                                                   |                                                                     |
| 25-7-2006                                                           | Damasco                                                             | Siria                                                               | 1 – 2                                                               | Iraq                                                                | Amichevole                                                          | -                                                                   |                                                                     |
| 9-8-2006                                                            | Amman                                                               | Iraq                                                                | 1 – 0                                                               | Giordania                                                           | Amichevole                                                          | 1                                                                   |                                                                     |
| 17-8-2006                                                           | Amman                                                               | Iraq                                                                | 3 – 0                                                               | Mandato di Palestina                                                | Qual. Coppa d'Asia 2007                                             | 2                                                                   |                                                                     |
| 6-9-2006                                                            | Abu Dhabi                                                           | Mandato di Palestina                                                | 2 – 2                                                               | Iraq                                                                | Qual. Coppa d'Asia 2007                                             | -                                                                   |                                                                     |
| 11-10-2006                                                          | Abu Dhabi                                                           | Iraq                                                                | 3 – 2                                                               | Singapore                                                           | Qual. Coppa d'Asia 2007                                             | 2                                                                   |                                                                     |
| 18-1-2007                                                           | Abu Dhabi                                                           | Iraq                                                                | 1 – 0                                                               | Qatar                                                               | Coppa delle Nazioni del Golfo 2007                                  | -                                                                   |                                                                     |
| 21-1-2007                                                           | Abu Dhabi                                                           | Bahrein                                                             | 1 – 1                                                               | Iraq                                                                | Coppa delle Nazioni del Golfo 2007                                  | -                                                                   |                                                                     |
| 16-6-2007                                                           | Amman                                                               | Iran                                                                | 0 – 0                                                               | Iraq                                                                | Amichevole                                                          | -                                                                   |                                                                     |
| 18-6-2007                                                           | Amman                                                               | Iraq                                                                | 1 – 0                                                               | Mandato di Palestina                                                | Amichevole                                                          | -                                                                   |                                                                     |
| 22-6-2007                                                           | Amman                                                               | Iraq                                                                | 3 – 0                                                               | Siria                                                               | Amichevole                                                          | 1                                                                   |                                                                     |
| 24-6-2007                                                           | Amman                                                               | Iran                                                                | 2 – 1                                                               | Iraq                                                                | Amichevole                                                          | -                                                                   |                                                                     |
| 30-6-2007                                                           | Seongwipo                                                           | Corea del Sud                                                       | 3 – 0                                                               | Iran                                                                | Amichevole                                                          | -                                                                   |                                                                     |
| 3-7-2007                                                            | Paju                                                                | Iraq                                                                | 0 – 2                                                               | Uzbekistan                                                          | Amichevole                                                          | -                                                                   |                                                                     |
| 7-7-2007                                                            | Bangkok                                                             | Thailandia                                                          | 1 – 1                                                               | Iraq                                                                | Coppa d'Asia 2007 - 1º turno                                        | 1                                                                   |                                                                     |
| 13-7-2007                                                           | Bangkok                                                             | Iraq                                                                | 3 – 1                                                               | Australia                                                           | Coppa d'Asia 2007 - 1º turno                                        | -                                                                   |                                                                     |
| 16-7-2007                                                           | Bangkok                                                             | Iraq                                                                | 0 – 0                                                               | Oman                                                                | Coppa d'Asia 2007 - 1º turno                                        | -                                                                   |                                                                     |
| 21-7-2007                                                           | Bangkok                                                             | Iraq                                                                | 2 – 0                                                               | Vietnam                                                             | Coppa d'Asia 2007 - Quarti di finale                                | 2                                                                   |                                                                     |
| 25-7-2007                                                           | Kuala Lumpur                                                        | Corea del Sud                                                       | 0 – 0 (3 - 4 dtr)                                                   | Iraq                                                                | Coppa d'Asia 2007 - Semifinale                                      | -                                                                   |                                                                     |
| 29-7-2007                                                           | Giacarta                                                            | Iraq                                                                | 1 – 0                                                               | Arabia Saudita                                                      | Coppa d'Asia 2007 - Finale                                          | 1                                                                   |                                                                     |
| 16-10-2007                                                          | Doha                                                                | Qatar                                                               | 3 – 2                                                               | Iraq                                                                | Amichevole                                                          | -                                                                   |                                                                     |
| 24-1-2008                                                           | Dubai                                                               | Iraq                                                                | 1 – 1                                                               | Giordania                                                           | Amichevole                                                          | -                                                                   |                                                                     |
| 31-1-2008                                                           | Abu Dhabi                                                           | Emirati Arabi Uniti                                                 | 0 – 1                                                               | Iraq                                                                | Amichevole                                                          | -                                                                   |                                                                     |
| 6-2-2008                                                            | Dubai                                                               | Iraq                                                                | 1 – 1                                                               | Cina                                                                | Qual. Mondiali 2010                                                 | -                                                                   |                                                                     |
| 21-3-2008                                                           | Kuwait City                                                         | Kuwait                                                              | 0 – 0                                                               | Iraq                                                                | Amichevole                                                          | -                                                                   |                                                                     |
| 26-3-2008                                                           | Doha                                                                | Qatar                                                               | 2 – 0                                                               | Iraq                                                                | Qual. Mondiali 2010                                                 | -                                                                   |                                                                     |
| 17-5-2008                                                           | Damasco                                                             | Siria                                                               | 2 – 1                                                               | Iraq                                                                | Amichevole                                                          | -                                                                   |                                                                     |
| 25-5-2008                                                           | Bangkok                                                             | Thailandia                                                          | 2 – 1                                                               | Iraq                                                                | Amichevole                                                          | -                                                                   |                                                                     |
| 1-6-2008                                                            | Brisbane                                                            | Australia                                                           | 1 – 0                                                               | Iraq                                                                | Qual. Mondiali 2010                                                 | -                                                                   |                                                                     |
| 7-6-2008                                                            | Dubai                                                               | Iraq                                                                | 1 – 0                                                               | Australia                                                           | Qual. Mondiali 2010                                                 | -                                                                   |                                                                     |
| 14-6-2008                                                           | Tianjin                                                             | Cina                                                                | 1 – 2                                                               | Iraq                                                                | Qual. Mondiali 2010                                                 | -                                                                   |                                                                     |
| 22-6-2008                                                           | Dubai                                                               | Iraq                                                                | 0 – 1                                                               | Qatar                                                               | Qual. Mondiali 2010                                                 | -                                                                   |                                                                     |
| 4-1-2009                                                            | Mascate                                                             | Bahrein                                                             | 3 – 1                                                               | Iraq                                                                | Coppa delle Nazioni del Golfo 2009                                  | 1                                                                   |                                                                     |
| 7-1-2009                                                            | Mascate                                                             | Iraq                                                                | 0 – 4                                                               | Oman                                                                | Coppa delle Nazioni del Golfo 2009                                  | -                                                                   |                                                                     |
| 31-5-2009                                                           | Doha                                                                | Qatar                                                               | 1 – 0                                                               | Iraq                                                                | Amichevole                                                          | -                                                                   |                                                                     |
| 9-6-2009                                                            | Città del Capo                                                      | Iraq                                                                | 1 – 1                                                               | Polonia                                                             | Amichevole                                                          | -                                                                   |                                                                     |
| 14-6-2009                                                           | Johannesburg                                                        | Sudafrica                                                           | 0 – 0                                                               | Iraq                                                                | Conf. Cup 2009 - 1º turno                                           | -                                                                   |                                                                     |
| 17-6-2009                                                           | Bloemfontein                                                        | Iraq                                                                | 0 – 1                                                               | Spagna                                                              | Conf. Cup 2009 - 1º turno                                           | -                                                                   |                                                                     |
| 20-6-2009                                                           | Johannesburg                                                        | Iraq                                                                | 0 – 0                                                               | Nuova Zelanda                                                       | Conf. Cup 2009 - 1º turno                                           | -                                                                   |                                                                     |
| 10-7-2009                                                           | Erbil                                                               | Iraq                                                                | 3 – 0                                                               | Mandato di Palestina                                                | Amichevole                                                          | 1                                                                   |                                                                     |
| 13-7-2009                                                           | Baghdad                                                             | Iraq                                                                | 4 – 0                                                               | Mandato di Palestina                                                | Amichevole                                                          | -                                                                   |                                                                     |
| 15-11-2009                                                          | Al-Ain                                                              | Iraq                                                                | 1 – 0                                                               | Azerbaigian                                                         | Amichevole                                                          | -                                                                   |                                                                     |
| 18-11-2009                                                          | Al-Ain                                                              | Iraq                                                                | 1 – 0                                                               | Emirati Arabi Uniti                                                 | Amichevole                                                          | -                                                                   |                                                                     |
| 12-10-2010                                                          | Doha                                                                | Qatar                                                               | 1 – 2                                                               | Iraq                                                                | Amichevole                                                          | -                                                                   |                                                                     |
| 17-11-2010                                                          | Abu Dhabi                                                           | Kuwait                                                              | 1 – 1                                                               | Iraq                                                                | Amichevole                                                          | 1                                                                   |                                                                     |
| 23-11-2010                                                          | Aden                                                                | Iraq                                                                | 1 – 1                                                               | Emirati Arabi Uniti                                                 | Coppa delle Nazioni del Golfo 2010                                  | -                                                                   |                                                                     |
| 26-11-2010                                                          | Aden                                                                | Iraq                                                                | 3 – 2                                                               | Bahrein                                                             | Coppa delle Nazioni del Golfo 2010                                  | -                                                                   |                                                                     |
| 29-11-2010                                                          | Aden                                                                | Oman                                                                | 0 – 0                                                               | Iraq                                                                | Coppa delle Nazioni del Golfo 2010                                  | -                                                                   |                                                                     |
| 18-12-2010                                                          | Sulaimaniyah                                                        | Siria                                                               | 1 – 0                                                               | Iraq                                                                | Amichevole                                                          | -                                                                   |                                                                     |
| 22-12-2010                                                          | Damasco                                                             | Siria                                                               | 1 – 0                                                               | Iraq                                                                | Amichevole                                                          | -                                                                   |                                                                     |
| 28-12-2010                                                          | Dammam                                                              | Arabia Saudita                                                      | 0 – 1                                                               | Iraq                                                                | Amichevole                                                          | 1                                                                   |                                                                     |
| 2-1-2011                                                            | Doha                                                                | Iraq                                                                | 2 – 3                                                               | Cina                                                                | Amichevole                                                          | 2                                                                   |                                                                     |
| 11-1-2011                                                           | Doha                                                                | Iran                                                                | 2 – 1                                                               | Iraq                                                                | Coppa d'Asia 2011 - 1º turno                                        | 1                                                                   |                                                                     |
| 15-1-2011                                                           | Doha                                                                | Iraq                                                                | 1 – 0                                                               | Emirati Arabi Uniti                                                 | Coppa d'Asia 2011 - 1º turno                                        | -                                                                   |                                                                     |
| 19-1-2011                                                           | Doha                                                                | Corea del Nord                                                      | 0 – 1                                                               | Iraq                                                                | Coppa d'Asia 2011 - 1º turno                                        | -                                                                   |                                                                     |
| 22-1-2011                                                           | Doha                                                                | Australia                                                           | 1 – 0                                                               | Iraq                                                                | Coppa d'Asia 2011 - Quarti di finale                                | -                                                                   |                                                                     |
| 25-3-2011                                                           | Sharjah                                                             | Iraq                                                                | 2 – 0                                                               | Corea del Nord                                                      | Amichevole                                                          | -                                                                   |                                                                     |
| 29-6-2011                                                           | Erbil                                                               | Siria                                                               | 2 – 1                                                               | Iraq                                                                | Amichevole                                                          | -                                                                   |                                                                     |
| 13-7-2011                                                           | Amman                                                               | Iraq                                                                | 2 – 0                                                               | Kuwait                                                              | Amichevole                                                          | -                                                                   |                                                                     |
| 23-7-2011                                                           | Erbil                                                               | Iraq                                                                | 2 – 0                                                               | Yemen                                                               | Qual. Mondiali 2014                                                 | -                                                                   |                                                                     |
| 28-7-2011                                                           | Al-Ain                                                              | Iraq                                                                | 1 – 0                                                               | Yemen                                                               | Qual. Mondiali 2014                                                 | -                                                                   |                                                                     |
| 19-8-2011                                                           | Doha                                                                | Qatar                                                               | 0 – 1                                                               | Iraq                                                                | Amichevole                                                          | -                                                                   |                                                                     |
| 2-9-2011                                                            | Erbil                                                               | Iraq                                                                | 2 – 0                                                               | Giordania                                                           | Qual. Mondiali 2014                                                 | -                                                                   |                                                                     |
| 6-9-2011                                                            | Singapore                                                           | Singapore                                                           | 0 – 2                                                               | Iraq                                                                | Qual. Mondiali 2014                                                 | 1                                                                   |                                                                     |
| 11-10-2011                                                          | Shenzhen                                                            | Cina                                                                | 0 – 1                                                               | Iraq                                                                | Qual. Mondiali 2014                                                 | 1                                                                   |                                                                     |
| 6-11-2011                                                           | Doha                                                                | Iraq                                                                | 1 – 0                                                               | Libano                                                              | Amichevole                                                          | -                                                                   |                                                                     |
| 11-11-2011                                                          | Doha                                                                | Iraq                                                                | 1 – 0                                                               | Cina                                                                | Qual. Mondiali 2014                                                 | 1                                                                   |                                                                     |
| 15-11-2011                                                          | Amman                                                               | Giordania                                                           | 1 – 3                                                               | Iraq                                                                | Qual. Mondiali 2014                                                 | -                                                                   |                                                                     |
| 29-2-2012                                                           | Doha                                                                | Iraq                                                                | 7 – 1                                                               | Singapore                                                           | Qual. Mondiali 2014                                                 | 3                                                                   |                                                                     |
| 17-4-2012                                                           | Dubai                                                               | Iraq                                                                | 0 – 0                                                               | Egitto                                                              | Amichevole                                                          | -                                                                   |                                                                     |
| 22-5-2012                                                           | Istanbul                                                            | Iraq                                                                | 1 – 0                                                               | Sierra Leone                                                        | Amichevole                                                          | -                                                                   |                                                                     |
| 3-6-2012                                                            | Amman                                                               | Giordania                                                           | 1 – 1                                                               | Iraq                                                                | Qual. Mondiali 2014                                                 | -                                                                   |                                                                     |
| 12-6-2012                                                           | Doha                                                                | Iraq                                                                | 1 – 1                                                               | Oman                                                                | Qual. Mondiali 2014                                                 | 1                                                                   |                                                                     |
| 11-9-2012                                                           | Saitama                                                             | Giappone                                                            | 1 – 0                                                               | Iraq                                                                | Qual. Mondiali 2014                                                 | -                                                                   |                                                                     |
| 11-10-2012                                                          | Malmö                                                               | Brasile                                                             | 6 – 0                                                               | Iraq                                                                | Amichevole                                                          | -                                                                   |                                                                     |
| 16-10-2012                                                          | Doha                                                                | Iraq                                                                | 1 – 2                                                               | Australia                                                           | Qual. Mondiali 2014                                                 | -                                                                   |                                                                     |
| 30-12-2012                                                          | Sharjah                                                             | Tunisia                                                             | 2 – 1                                                               | Iraq                                                                | Amichevole                                                          | 1                                                                   |                                                                     |
| 6-1-2013                                                            | Baghdad                                                             | Iraq                                                                | 2 – 0                                                               | Arabia Saudita                                                      | Gulf Cup 2013 - 1º turno                                            | -                                                                   |                                                                     |
| 9-1-2013                                                            | Baghdad                                                             | Iraq                                                                | 1 – 0                                                               | Kuwait                                                              | Gulf Cup 2013 - 1º turno                                            | -                                                                   |                                                                     |
| 12-1-2013                                                           | Aden                                                                | Yemen                                                               | 0 – 2                                                               | Iraq                                                                | Gulf Cup 2013 - 1º turno                                            | -                                                                   |                                                                     |
| 16-1-2013                                                           | Manama                                                              | Bahrein                                                             | 1 – 1                                                               | Iraq                                                                | Gulf Cup 2013 - Semifinale                                          | 1                                                                   |                                                                     |
| 18-1-2013                                                           | Manama                                                              | Emirati Arabi Uniti                                                 | 2 – 1                                                               | Iraq                                                                | Gulf Cup 2013 - Finale                                              | 1                                                                   |                                                                     |
| 6-2-2013                                                            | Dubai                                                               | Iraq                                                                | 1 – 0                                                               | Indonesia                                                           | Qual. Coppa d'Asia 2015                                             | 1                                                                   |                                                                     |
| 22-3-2013                                                           | Changsha                                                            | Cina                                                                | 0 – 1                                                               | Iraq                                                                | Qual. Mondiali 2014                                                 | -                                                                   |                                                                     |
| 26-3-2013                                                           | Baghdad                                                             | Iraq                                                                | 2 – 1                                                               | Siria                                                               | Amichevole                                                          | 1                                                                   |                                                                     |
| 4-6-2013                                                            | Mascate                                                             | Oman                                                                | 1 – 0                                                               | Iraq                                                                | Qual. Mondiali 2014                                                 | -                                                                   |                                                                     |
| 11-6-2013                                                           | Doha                                                                | Iraq                                                                | 0 – 1                                                               | Giappone                                                            | Qual. Mondiali 2014                                                 | -                                                                   |                                                                     |
| 6-10-2013                                                           | Beirut                                                              | Yemen                                                               | 2 – 3                                                               | Iraq                                                                | Amichevole                                                          | 1                                                                   |                                                                     |
| 8-10-2013                                                           | Beirut                                                              | Libano                                                              | 1 – 1                                                               | Iraq                                                                | Amichevole                                                          | -                                                                   |                                                                     |
| 15-10-2013                                                          | Amman                                                               | Iraq                                                                | 0 – 2                                                               | Arabia Saudita                                                      | Qual. Coppa d'Asia 2015                                             | -                                                                   |                                                                     |
| 15-11-2013                                                          | Dammam                                                              | Arabia Saudita                                                      | 2 – 1                                                               | Iraq                                                                | Qual. Coppa d'Asia 2015                                             | 1                                                                   |                                                                     |
| 21-2-2014                                                           | Dubai                                                               | Iraq                                                                | 2 – 0                                                               | Corea del Nord                                                      | Amichevole                                                          | -                                                                   |                                                                     |
| 5-3-2014                                                            | Dubai                                                               | Iraq                                                                | 3 – 1                                                               | Cina                                                                | Qual. Coppa d'Asia 2015                                             | 2                                                                   |                                                                     |
| 4-9-2014                                                            | Dubai                                                               | Iraq                                                                | 0 – 2                                                               | Perù                                                                | Amichevole                                                          | -                                                                   |                                                                     |
| 10-10-2014                                                          | Manama                                                              | Yemen                                                               | 1 – 1                                                               | Iraq                                                                | Amichevole                                                          | -                                                                   |                                                                     |
| 22-12-2014                                                          | Sharjah                                                             | Kuwait                                                              | 1 – 1                                                               | Iraq                                                                | Amichevole                                                          | 1                                                                   |                                                                     |
| 25-12-2014                                                          | Sharjah                                                             | Iraq                                                                | 0 – 1                                                               | Uzbekistan                                                          | Amichevole                                                          | -                                                                   |                                                                     |
| 28-12-2014                                                          | Sharjah                                                             | Uzbekistan                                                          | 0 – 0                                                               | Iraq                                                                | Amichevole                                                          | -                                                                   |                                                                     |
| 4-1-2015                                                            | Wollongong                                                          | Iran                                                                | 1 – 0                                                               | Iraq                                                                | Amichevole                                                          | -                                                                   |                                                                     |
| 12-1-2015                                                           | Brisbane                                                            | Iraq                                                                | 1 – 0                                                               | Giordania                                                           | Coppa d'Asia 2015 - 1º turno                                        | -                                                                   |                                                                     |
| 16-1-2015                                                           | Brisbane                                                            | Giappone                                                            | 1 – 0                                                               | Iraq                                                                | Coppa d'Asia 2015 - 1º turno                                        | -                                                                   |                                                                     |
| 20-1-2015                                                           | Canberra                                                            | Mandato di Palestina                                                | 0 – 2                                                               | Iraq                                                                | Coppa d'Asia 2015 - 1º turno                                        | 1                                                                   |                                                                     |
| 23-1-2015                                                           | Canberra                                                            | Iran                                                                | 3 – 3 (6 - 7 dtr)                                                   | Iraq                                                                | Coppa d'Asia 2015 - Quarti di finale                                | 1                                                                   |                                                                     |
| 26-1-2015                                                           | Sydney                                                              | Corea del Sud                                                       | 2 – 0                                                               | Iraq                                                                | Coppa d'Asia 2015 - Semifinale                                      | -                                                                   |                                                                     |
| 30-1-2015                                                           | Newcastle                                                           | Iraq                                                                | 2 – 3                                                               | Emirati Arabi Uniti                                                 | Coppa d'Asia 2015 - Finale 3º posto                                 | -                                                                   |                                                                     |
| 28-3-2015                                                           | Sharjah                                                             | Iraq                                                                | 2 – 1                                                               | RD del Congo                                                        | Amichevole                                                          | -                                                                   |                                                                     |
| 31-3-2015                                                           | Sharjah                                                             | Rep. del Congo                                                      | 0 – 1                                                               | Iraq                                                                | Amichevole                                                          | -                                                                   |                                                                     |
| 25-8-2015                                                           | Saida                                                               | Libano                                                              | 2 – 3                                                               | Iraq                                                                | Amichevole                                                          | -                                                                   |                                                                     |
| 3-9-2015                                                            | Tehran                                                              | Iraq                                                                | 5 – 1                                                               | Taiwan                                                              | Qual. Mondiali 2018                                                 | 1                                                                   |                                                                     |
| 8-9-2015                                                            | Bangkok                                                             | Thailandia                                                          | 2 – 2                                                               | Iraq                                                                | Qual. Mondiali 2018                                                 | 1                                                                   |                                                                     |
| 3-10-2015                                                           | Amman                                                               | Giordania                                                           | 3 – 0                                                               | Iraq                                                                | Amichevole                                                          | -                                                                   |                                                                     |
| 8-10-2015                                                           | Hanoi                                                               | Vietnam                                                             | 1 – 1                                                               | Iraq                                                                | Qual. Mondiali 2018                                                 | 1                                                                   |                                                                     |
| 17-11-2015                                                          | Kaohsiung                                                           | Taiwan                                                              | 0 – 2                                                               | Iraq                                                                | Qual. Mondiali 2018                                                 | 1                                                                   |                                                                     |
| 18-3-2016                                                           | Tehran                                                              | Iraq                                                                | 0 – 1                                                               | Siria                                                               | Amichevole                                                          | -                                                                   |                                                                     |
| 24-3-2016                                                           | Tehran                                                              | Iraq                                                                | 2 – 2                                                               | Thailandia                                                          | Qual. Mondiali 2018                                                 | -                                                                   |                                                                     |
| 29-3-2016                                                           | Tehran                                                              | Vietnam                                                             | 0 – 1                                                               | Iraq                                                                | Qual. Mondiali 2018                                                 | -                                                                   |                                                                     |
| Totale                                                              |                                                                     | Presenze (1º posto)                                                 | 148                                                                 |                                                                     | Reti (3º posto)                                                     | 57                                                                  |                                                                     |

## Palmarès

### Club
- Campionato iracheno: 1

Al-Talaba: 2002
- Coppa dell'Iraq: 2

Al-Talaba: 2002, 2003
- Qatar Crown Prince Cup: 3

Al-Khor: 2005
Al-Gharafa: 2010, 2011
- Campionato qatariota: 4

Al-Gharafa: 2007-2008, 2008-2009, 2009-2010
Al-Sadd: 2012-2013
- Emir of Qatar Cup: 1

Al-Gharafa: 2009
- Sheikh Jassem Cup: 1

Al-Arabi: 2008
- Qatar Stars Cup: 1

Al-Wakrah: 2011

### Nazionale
- Coppa d'Asia: 1

2007
- Giochi asiatici: 2

 2006,  2014

### Individuale
- Miglior giocatore della Coppa d'Asia: 1

2007
- Capocannoniere della Coppa delle nazioni del Golfo: 1

2013 (3 gol)